# Asenovți, Plevna
Asenovți (în bulgară Асеновци) este un sat în comuna Levski, regiunea Plevna,  Bulgaria. 

## Demografie
Componența etnică a satului Asenovți
     Turci (8,68%)
     Bulgari (46,03%)
     Romi (7,18%)
     Nicio identificare (35,55%)
     Altele (2,54%)
La recensământul din 2011, populația satului Asenovți era de 1.336 locuitori. Nu există o etnie majoritară, locuitorii fiind bulgari (46,03%), turci (8,68%) și romi (7,18%). Pentru 35,55% din locuitori nu este cunoscută apartenența etnică.